# Mohamed Soumaré
Mohamed Soumaré (25 juni 1996) is een Belgisch voetballer van Guinese afkomst die bij voorkeur als aanvaller speelt.

## Clubcarrière
Soumaré is afkomstig uit de jeugdopleiding van RSC Anderlecht, waar hij een generatiegenoot was van onder andere Andy Kawaya, Nabil Jaadi en Samuel Bastien. In de zomer van 2014 trok hij naar het Italiaanse US Avellino. Op 23 augustus 2014 maakte hij zijn opwachting voor zijn nieuwe club in de Coppa Italia tegen AS Bari. Op 30 augustus 2014 debuteerde de aanvaller in de Serie B tegen Pro Vercelli. Zijn eerste basisplaats kreeg hij één maand later tegen AS Livorno. In zijn eerste seizoen kwam Soumaré tot een totaal van zeventien competitieduels.
In januari 2016 leende Avellino hem een eerste keer uit aan de Italiaanse derdeklasser AS Melfi. In het seizoen 2016/17 kreeg Soumaré opnieuw een volwaardige kans bij Avellino, maar in het seizoen 2017/18 werd de aanvaller opnieuw uitgeleend: eerst aan de Italiaanse derdeklasser Teramo Calcio, daarna aan de Luxemburgse eersteklasser F91 Dudelange. Na afloop van die laatste uitleenbeurt liet Avellino hem definitief vertrekken naar Excelsior Virton.

## Clubstatistieken
| Seizoen         | Club             | Land               | Competitie             | Competitie | Competitie | Beker | Beker | Supercup | Supercup | Europees | Europees | Totaal | Totaal |
| Seizoen         | Club             | Land               | Competitie             | Wed.       | Dlp.       | Wed.  | Dlp.  | Wed.     | Dlp.     | Wed.     | Dlp.     | Wed.   | Dlp.   |
| --------------- | ---------------- | ------------------ | ---------------------- | ---------- | ---------- | ----- | ----- | -------- | -------- | -------- | -------- | ------ | ------ |
| 2014/15         | US Avellino      | Vlag van Italië    | Serie B                | 17         | 0          | 2     | 0     | —        | —        | —        | —        | 19     | 0      |
| 2015/16         | US Avellino      | Vlag van Italië    | Serie B                | 3          | 0          | 1     | 0     | —        | —        | —        | —        | 4      | 0      |
| 2015/16         | → AS Melfi       | Vlag van Italië    | Lega Pro               | 16         | 2          | 0     | 0     | —        | —        | —        | —        | 16     | 2      |
| 2016/17         | US Avellino      | Vlag van Italië    | Serie B                | 17         | 0          | 0     | 0     | —        | —        | —        | —        | 17     | 0      |
| 2017/18         | → Teramo Calcio  | Vlag van Italië    | Serie C                | 12         | 0          | 1     | 0     | —        | —        | —        | —        | 13     | 0      |
| 2017/18         | → F91 Dudelange  | Vlag van Luxemburg | Nationaldivisioun      | 9          | 1          | 0     | 0     | —        | —        | —        | —        | 9      | 1      |
| 2018/19         | Excelsior Virton | Vlag van België    | Eerste klasse amateurs | 16         | 0          | 0     | 0     | —        | —        | —        | —        | 16     | 0      |
| 2019/20         | Excelsior Virton | Vlag van België    | Eerste klasse B        | 18         | 2          | 1     | 0     | —        | —        | —        | —        | 19     | 2      |
| Carrière totaal | Carrière totaal  | Carrière totaal    | Carrière totaal        | 108        | 5          | 5     | 0     | 0        | 0        | 0        | 0        | 113    | 5      |

Bijgewerkt op 30 augustus 2020.